# Novi Zagreb – istok
Novi Zagreb – istok Zágráb városnegyede Horvátországban, a főváros déli részén. A mai városnegyedet Zágráb város 1999. december 14-i statútumával hozták létre.

## Fekvése
Novi Zagreb – istok, azaz Újzágráb-kelet városnegyed Zágráb déli részén található. Északról a Száva folyónál Trnje, északkeletről ugyancsak a Száva folyónál Peščenica - Žitnjak, keletről Nova Gorica község, délről és délnyugatról pedig az Avenija Većeslava Holjevca sugárút által elválasztva Novi Zagreb – zapad városnegyedek határolják. A zágrábi déli szávamellék keleti területein kívül hozzá tartoznak az önálló Buzin és Veliko Polje falvak is.
A Száva folyótól délre eső síkságon fekvő terület az 1960-as évekig kimondottan falusi jellegű volt, főként árkokkal és tavakkal szabdalt legelőkkel borítva. Buzin, Otok, Jakuševec és Hrelić falvakban csak kisszámú lakosság élt. A Szabadság-híd építése után, 1959-ben a térségben erősen urbanizált települések jöttek létre, először Zapruđe, majd Utrina, Sopot, Travno, Dugave, Središće és végül Sloboština. A negyven év alatt az egykori legelőkön az egyik legvárosiasabb városnegyed alakult ki. Zágráb városának ez a része ugyanakkor viseli a város egyetlen hulladéklerakójának egyáltalán nem kellemes terhét.

## Története
A múlt század hatvanas éveiig a mai Új-Zágráb - kelet területe nem hasonlított egy városra. Csak Buzin, Otok, Jakuševec és Hrelić falvak voltak ezen a vidéken, amelyeket már évszázadok óta említenek. A zágrábi főesperesség 1334-ben kelt statútuma említi „a mezőn fekvő Szent Márk evangélista plébániát („Parohia Sancti Marci Ev. in campio”). Ez volt jakuševeci plébánia, amely a Száva folyásában bekövetkező változások miatt idővel többször megváltoztatta székhelyét és nevét. 1501-ben már trnjei Szent Márk evangélista plébániaként szerepel. Ezt a nevet viselte az 1741-es egyházlátogatás idején is, amikor a vizitátor feljegyzi, hogy a plébániatemplom Erdődi grófi család által adományozott ingatlanon található és a plébánia területe hét falusi gazdaságra terjed ki. A mai jakuševeci Szent Márk plébániatemplomot 1832-ben szentelték fel. 1863/64-ben Josip Vitković plébános kezdeményezésére megépült a Száva védtöltése, mely a falut és a templomot megvédte az áradásoktól.
Az 1961-es népszámlálás szerint a mai Új-Zágráb - kelet teljes területén még csak 3500 lakos élt. E terület fejlődésének modern története a Szabadság-híd 1959-es építésével kezdődik. Ekkor vetette fel Zágráb egyik legnépszerűbb polgármestere, Većeslav Holjevac, hogy a várost terjesszék ki a Száva jobb partjára is. A híd építéséhez szükséges kavics kiásása létrehozta a Bundek nevű 6 hektáros mesterséges tavat. Egykor ez volt Új-Zágráb lakosainak kedvenc sétáló- és fürdőhelye. Az 1960-as években épült ezen a téren az első modern település Zapruđe, melyet hamarosan követett a többi: Utrine, Sopot, Travno, Dugave, Središće és a legfiatalabb, Sloboština. Dugave és Sloboština települései beolvasztották a korábbi Hrelić és Otok falvakat, amelyekkel ma egységes egészet képeznek. A nyolcvanas évek elején megkezdődött egy teljesen új település, Veliko Polje építése. A mai napig körülbelül háromszáz családi ház épült ott és az építkezés folytatódik.
Új, erőteljes lendületet adott Zágráb ezen részének növekedéséhez és fejlődéséhez az Ifjúság-híd 1973-ban és a Sopotba vezető villamosvonal 1979-ben történő építése. Új-Zágráb településeinek építése során különös figyelmet fordítottak a zöldövezetek, parkok és játszóterek kialakítására, amelyek megkülönböztetik a városrész területét a többi részektől. A Jakuševec-Prudinec hulladéklerakó jelenlegi szanálásának befejezésével és a városi önkormányzati infrastruktúrába történő fokozott beruházásokkal véget vetnek a hulladéklerakási problémák évtizedeinek, amelyek különösen Jakuševec lakosait terhelték. Ugyanakkor a már megkezdett vagy tervezett projektek megvalósításával új lehetőségeket nyit meg a térségben: úszómedence felépítése Utrinében, a Nemzetközi Kulturális Központ befejezése Travnóban, a Kortárs Művészeti Múzeum építése Središćében, a Bundek-tó területrendezése és újjáélesztése.